# Hästgryta
Hästgryta är ett studioalbum av den svenska proggruppen Risken Finns, utgivet på skivbolaget MNW 1975.

## Låtlista
A
1. "Självkritik 1" – 3:50
2. "Gnällvisan" – 3:15
3. "Arbetskraft" ("Sexualdebatten") – 5:10
4. "Jag vill bli underhållen" – 1:10
5. "Tjejlåten" – 5:45
6. "Mjuklåten" – 2:00
7. "Minns du ögonen" – 6:45

B
1. "Örestadsvisan" – 5:00
2. "Jag" (instrumental) – 3:50
3. "Självkritik 2" – 3:20
4. "Självkritik 3" – 3:50
5. "Gambiavisan" – 8:40

## Medverkande
- Gunnar Danielsson – sång
- Lars Fernebring – sång, gitarr
- Lennart Olofsson – bongos, congas, trummor

### Fotnoter
1. ↑  ”Hästgryta”. Discogs.com. http://www.discogs.com/Risken-Finns-2a-LPn/release/2390977. Läst 10 januari 2013.